# En kvinnas öde
En kvinnas öde (engelska: Dangerous Beauty) är en amerikansk biografisk dramafilm från 1998 i regi av Marshall Herskovitz. Filmen är baserad på Margaret Rosenthals bok The Honest Courtesan om Veronica Franco, en kurtisan i 1500-talets Venedig. I huvudrollerna ses Catherine McCormack, Rufus Sewell och Oliver Platt.

## Handling
Veronica blir efter en olycklig kärlekshistoria kurtisan i Venedig och lever i lyx, hyllad för sin skönhet och espri. Men hon blir inblandat i ett högt spel och får som ett resultat inför inkvisitionen försvara sig mot anklagelser om häxeri. Inför flera män hon tidigare delat säng med, hennes skarpsinne kommer nu än mer väl till pass.

## Rollista i urval
- Catherine McCormack - Veronica Franco
- Rufus Sewell - Marco Venier
- Oliver Platt - Maffio Venier
- Fred Ward - Domenico Venier
- Naomi Watts - Giulia De Lezze
- Moira Kelly - Beatrice Venier
- Jacqueline Bisset - Paola Franco
- Jeroen Krabbé - Pietro Venier
- Joanna Cassidy - Laura Venier
- Melina Kanakaredes - Livia
- Daniel Lapaine - Serafino Franco
- Justine Miceli - Elena Franco
- Jake Weber - Kung Henry
- Simon Dutton - minister Ramberti
- Grant Russell - Francesco Martenengo